# Crataegus azarolus
Espèce
Classification phylogénétique
Statut de conservation UICN

 LC  : Préoccupation mineure

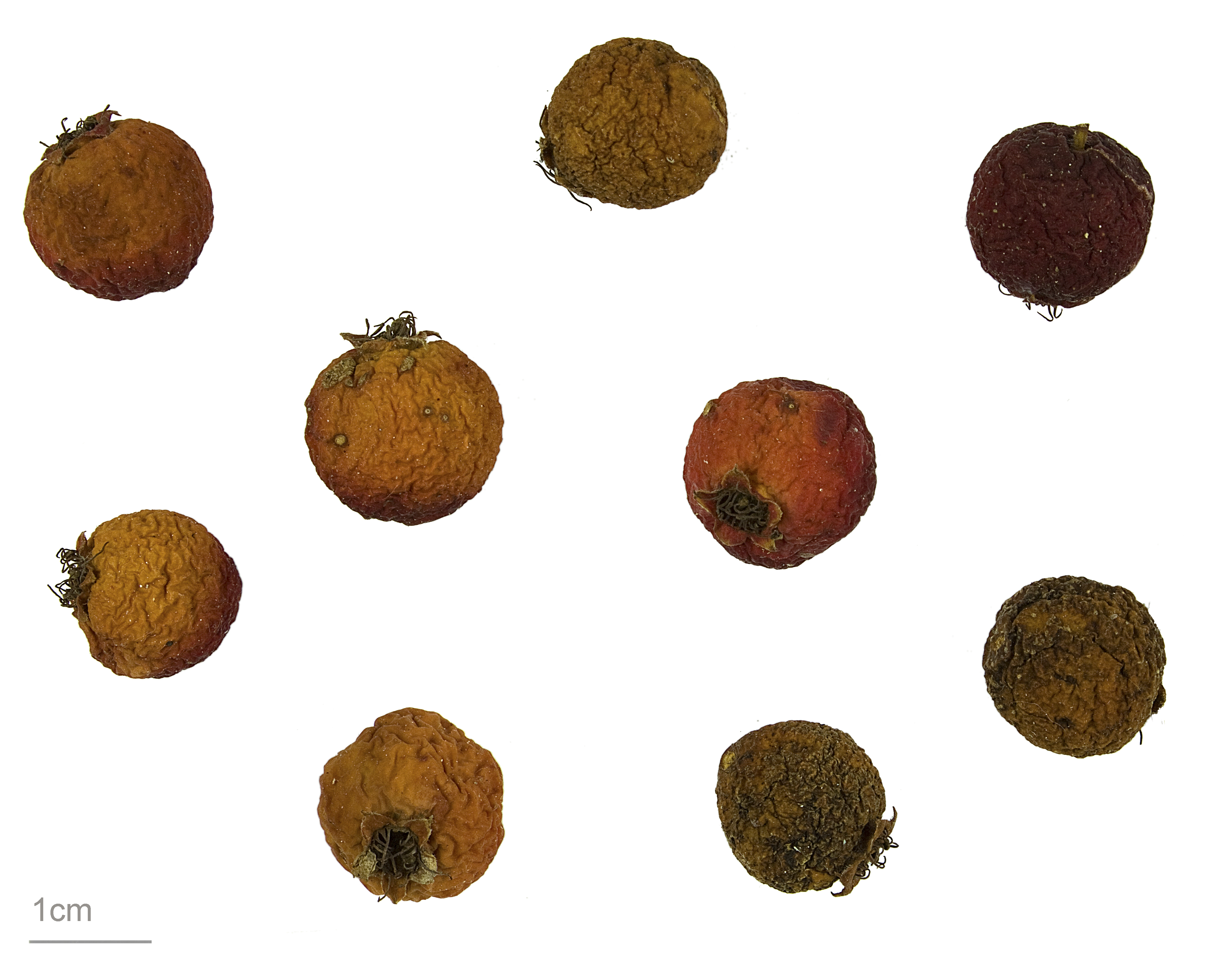
Crataegus azarolus au Muséum d'histoire naturelle de Toulouse.

L’Azarolier, Azérolier ou Épine d'Espagne (Crataegus azarolus), est une espèce de plantes à fleurs du genre Crataegus (aubépine) et de la famille des Rosaceae. C'est un arbre fruitier originaire du bassin méditerranéen, il est appelé familièrement pommette dans le sud de la France. Son fruit comporte trois pépins.

## Étymologie
Crataegus vient de cratos en grec, qui signifie la force, nom que les Grecs donnaient à cet arbuste en référence à sa longévité et à la dureté de son bois.
Azarolus vient de l'arabe za'râr italianisé en azaloro.

## Description
L'Azérolier est un arbre ou arbuste légèrement épineux à croissance lente pouvant mesurer jusqu'à 10 mètres de haut.
Ses feuilles caduques alternes de forme triangulaire mesurent 3 à 7 cm et comportent 3 ou 5 lobes peu ou pas dentés. Elles sont de couleur vert clair brillant dessus et grisâtre pubescent dessous. Le pétiole est court et pubescent.
Ses petites fleurs blanches hermaphrodites nectarifères sont groupées en corymbes et ont un pédoncule duveteux. Elles ont souvent une odeur désagréable de poisson pourri.
Sous climat méditerranéen, l'Azerolier produit des fruits comestibles rouges ou jaunes acidulés nommés « azeroles », « pommettes » ou « cenelles ». Leur taille (2 à 4 cm) comme leur goût varie selon les cultivars. Ils contiennent 1 à 3 pépins et sont mûrs en fin d'été. En Italie et plus particulièrement en Tunisie, on trouve encore actuellement des azeroles disponibles à la vente sur certains marchés à la fin de l'été.
Un arbre adulte peut produire jusqu’à 25 kg de fruits par an.

## Culture
L'Azerolier supporte tous types de sols même calcaires et secs. Il supporte la sécheresse, est rustique jusqu'en zone USDA 6, mais ne fructifie bien que sous climat de type méditerranéen.
Il peut se multiplier par semis (en début d’été pour échapper à la dormance). Dans ce cas, la germination a lieu au printemps suivant, sinon patienter une année supplémentaire. La multiplication peut également se faire par bouture ou par greffage sur épine blanche (Crataegus monogyna).

## Utilisation
Les jeunes feuilles et fleurs sont comestibles. Les azeroles sont principalement utilisées en gelées ou confitures, on en a fait aussi de l'eau-de-vie. Leur pulpe est riche en flavonoïdes, vitamine A et vitamine C. Les graines auraient également été torréfiées et utilisées comme substituant au café lors de la Seconde Guerre mondiale.
On utilise également l'azerole dans certaines spécialités pharmaceutiques et cosmétiques. En raison de leur teneur en huiles volatiles, quercétine, triméthylamine, choline, etc., les fleurs sont utilisées en infusion pour traiter l'hypertension artérielle et les troubles du sommeil. Les fruits sont utilisés comme antidiarrhéiques.
On peut aussi utiliser l'azerolier comme porte-greffe nanifiant pour poiriers et pommiers.

## Variétés

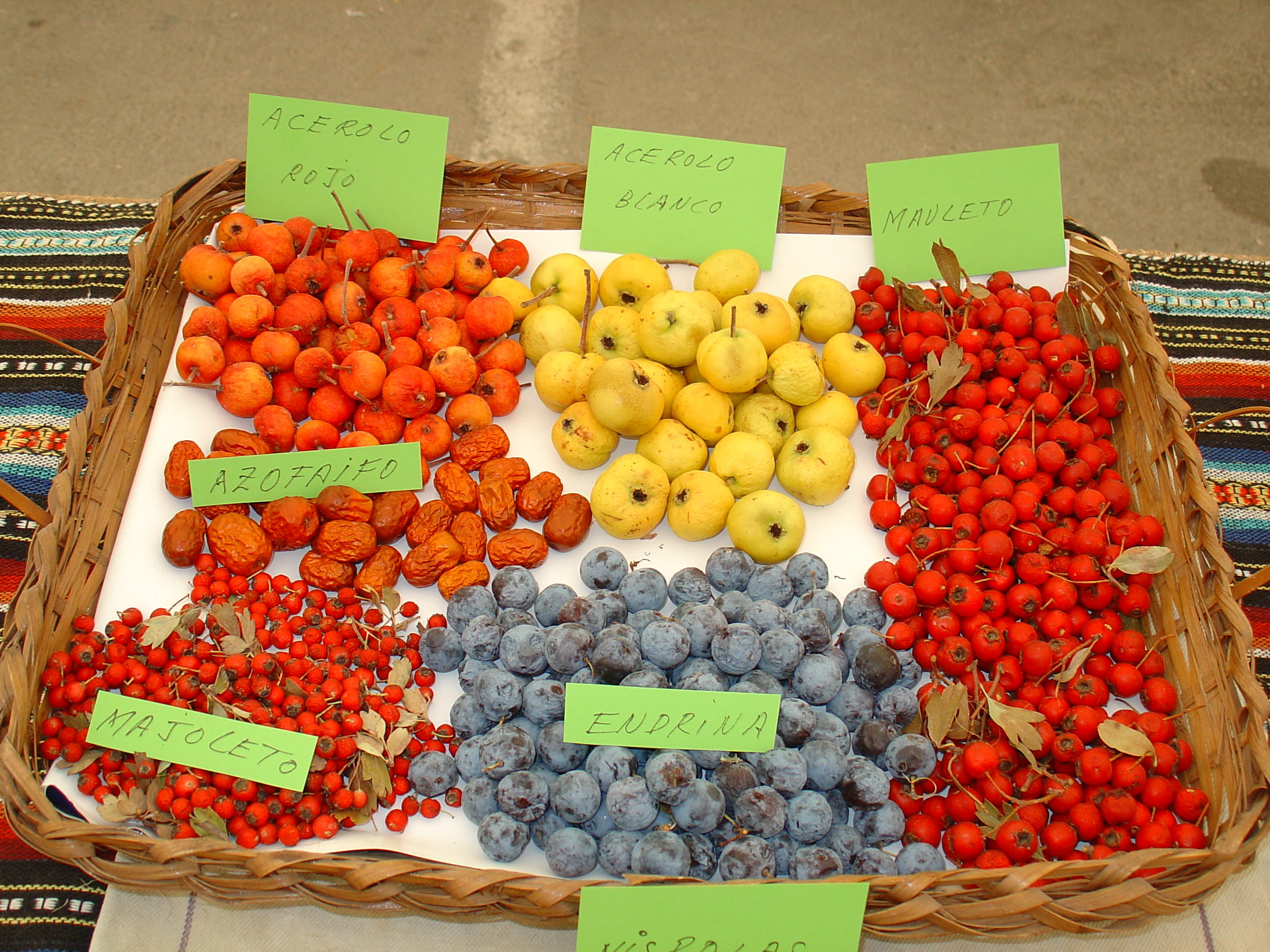
Azéroles rouges et blanches (en haut à gauche)

Il existe 5 sous-espèces d'azérolier :
- Crataegus azarolus var. aronia L. : Très présente et cultivée en Syrie. Feuilles entièrement velues à la face inférieure. Épines rares. Rameaux densément laineux-tomenteux ou plus ou moins laineux. Nombre de chromosomes :2n (2x) =34
- Crataegus azarolus var. pontica C.Koch
- Crataegus azarolus var. azarolus
- Crataegus azarolus var. chlorocarpa (Moris) K.I.Chr.
- Crataegus azarolus var. assadii (Khatamsaz) K.I.Chr.

Ces variétés appartiennent à la section Crataegus, nothosect. Crateguineae, séries Orientales de la classification de Christensen
Les cultivars les plus courants sont :
- en Italie :
  - 'Blanche d'Italie' ou 'moscatella'
  - 'Rouge d'Italie'
  - 'Jaune du Canada'
  - 'Fruto Blanco' : gros fruits blancs sans pépin
  - 'Julieta' : fruits rouges
- en Espagne:
  - Monstruoso et Orihuela

## Noms vernaculaires
Azarolier, Argeroliès, Aubépine du Midi ou Épine d'Espagne. Pommettes dans le bassin de Thau, Taboubrasst ou Zaarour en Algérie et Tunisie (où Zaarour désigne aussi la nèfle du Japon). En Tunisie, le Néflier du Japon est appelé "Boussaa". Son nom commun « Azérolier » vient de l'espagnol acerola (qui vient lui-même de l'arabe Zaarour et du berbère Tazaarourt) qui désigne cette espèce, mais aussi une plante d'un genre distinct. L'Azérolier ne doit en effet pas être confondu avec l'acérolier, petit arbre tropical qui porte le même nom en espagnol et qui donne l'acerola (ou cerise-pays en Guyane).

## Synonymes
L’azérolier fut décrit pour la première fois en 1753 par Carl von Linné. Plus tard, il fut décrit par différents auteurs et a reçu des noms divers :
- Mespilus azarolus ou « Néflier azérole » en 1768 du fait de la ressemblance de l'azérole avec la nèfle.
- Mespilus aronia (L.) Will. 1814,
- Crataegus aronia (L.) Bosc. 1825,
- Crataegus orientalis var. aronia (L.) Lande 1897,
- Crataegus azarolus subsp. aronia (L.) Rouy & Camus 1901,
- Crataegus chrysoclada Gandoger, 1916,
- Crataegus azarolus var. chrysolepis (Gandoger) Hayek 1926,
- Crataegus azarolus var. hastata, var. kurdistanica, var. rotundiloba Diapulis, 1934
- Crataegus azarolus var. aronia L. 1953,
- Crataegus aronia var. dentata, var. minuta
- Crataegus ×ruscinonensis var. aronioides Brwicz, 1991.

## Calendrier républicain
Le nom de l'azerole fut attribué au 22e jour du mois de brumaire du calendrier républicain ou révolutionnaire français, généralement chaque 12 novembre du grégorien.